# Pannoniasaurus inexpectatus
Il pannoniasauro (Pannoniasaurus inexpectatus) è un rettile acquatico estinto, appartenente ai mosasauri. Visse nel Cretaceo superiore (Santoniano, circa 86 - 83 milioni di anni fa) e i suoi resti fossili sono stati ritrovati in Ungheria. È il primo mosasauro descritto proveniente da depositi di acqua dolce.

## Descrizione
Questo animale non doveva superare i sei metri di lunghezza, e rispetto a forme simili come Yaguarasaurus o Tethysaurus le sue dimensioni erano maggiori. Come nella maggior parte dei mosasauri basali, il corpo di Pannoniasaurus era allungato e le zampe erano probabilmente ancora simili a quelle degli antenati terrestri. Pannoniasaurus era dotato di un'anatomia del cinto pelvico piuttosto primitiva (plesiomorfica), una coda non molto appiattita lateralmente ma allungata e simile a quella del varanoide acquatico Pontosaurus; il cranio, inoltre, era appiattito e simile a quello di un coccodrillo.
Pannoniasaurus è noto per uno scheletro incompleto con tanto di cranio, ma privo di arti. Si differenziava da altri mosasauri simili per una combinazione di caratteristiche che includevano la presenza di un condilo mandibolare dell'osso quadrato a forma di sella, un grande processo infrastapediale, una premascella appiattita e ampia lateralmente, a forma di violino (in vista laterale), un processo coronoide alto, denti con carene e strie longitudinali, peduncoli dell'ipapofisi con superficie articolare circolare, vertebre cervicali con grandi creste ventrolaterali, costole con teste ovali e vertebre precaudali con una costrizione precondilare ben sviluppata. 

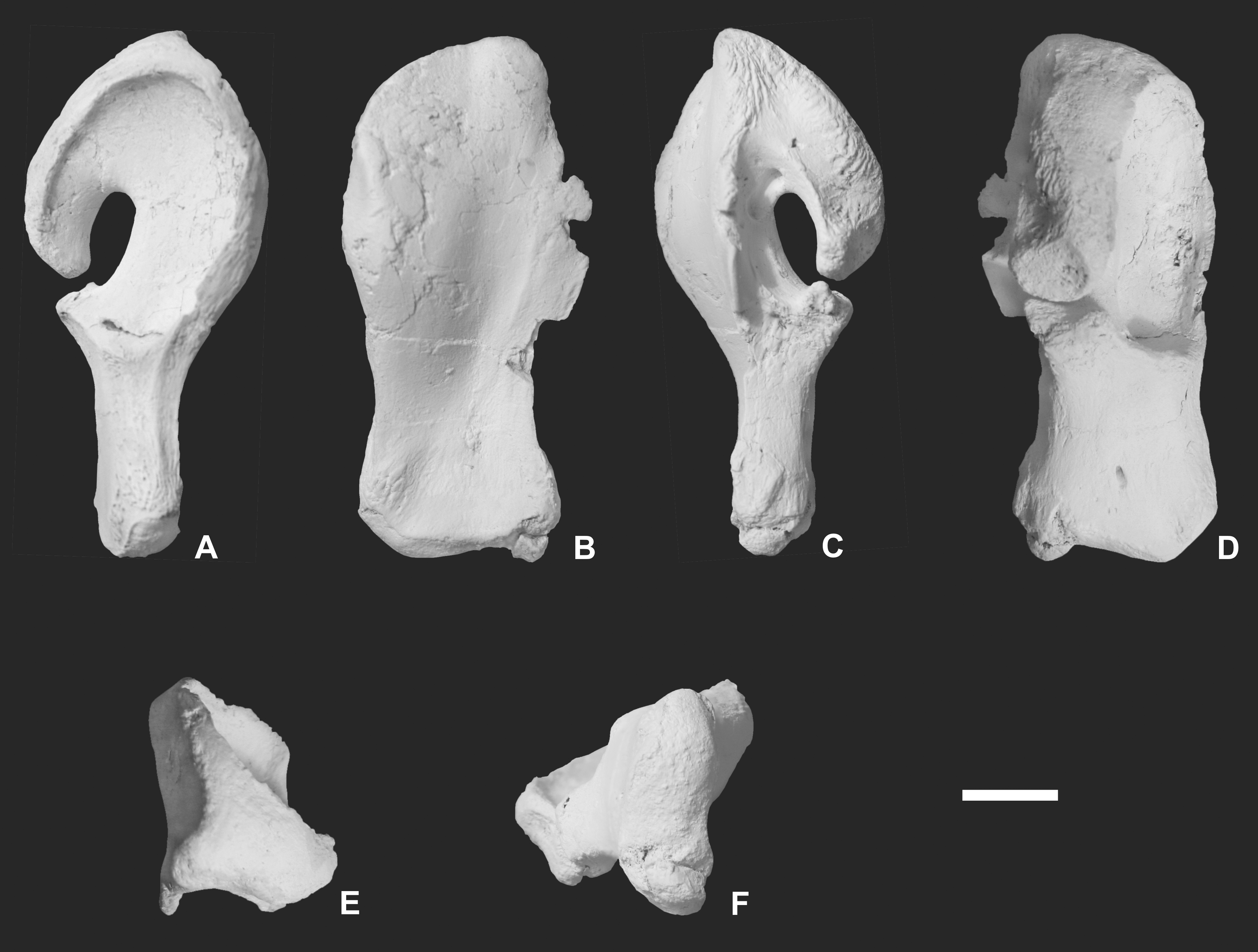
Osso quadrato dell'olotipo

## Classificazione
Pannoniasaurus inexpectatus venne descritto per la prima volta nel 2012, sulla base di uno scheletro incompleto con cranio, rinvenuto nella formazione Csehbánya in Ungheria, risalente al Santoniano. Pannoniasaurus è risultato essere un mosasauro basale, affine ad altre forme come Tethysaurus, Russellosaurus e Yaguarasaurus; anche il mosasauro italiano Romeosaurus è stato paragonato a Pannoniasaurus. Il parente più stretto di Pannoniasaurus sembrerebbe essere stato Tethysaurus, di dimensioni molto inferiori e leggermente più antico. 

## Paleobiologia

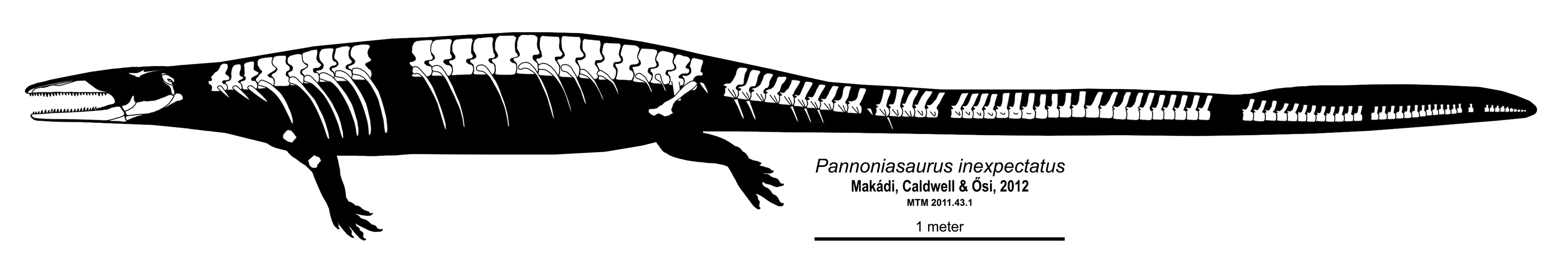
Ricostruzione dello scheletro di Pannoniasaurus

Pannoniasaurus è particolarmente interessante perché è il primo esempio noto di mosasauro di acqua dolce: i fossili di questo animale, infatti, sono stati ritrovati in sedimenti che un tempo costituivano un ambiente continentale con una fauna mista di animali terrestri e di acqua dolce, tra cui pesci, tartarughe anfibie, lucertole terrestri, coccodrilli, pterosauri, dinosauri e uccelli.